# Powódź św. Feliksa
Powódź św. Feliksa (nl. Sint-Felixvloed) – powódź, która nawiedziła większą część Flandrii i Zelandii 5 listopada 1530, w liturgiczne wspomnienie św. Feliksa. Dzień ten był później nazywany Diabelską Sobotą (nl. Quade Saterdach). Zginęło ponad 100 tys. osób.